# 미야지다케촌
미야지다케(일본어: 宮地岳村)은 일본 구마모토현 아마쿠사군에 설치되었던 촌이다. 

## 역사
- 1889년 4월 1일 - 정촌제 시행에 수반해 미야지다케촌이 단독으로 지자체를 형성하였다.
- 1957년 3월 31일 - 혼도시에 편입되었다.

## 참고 문헌
- 角川日本地名大辞典編纂委員会, 『角川日本地名大辞典 43 熊本県』1987, 角川書店
- 「本渡市史」1992年